# Académie technique militaire
L'Académie technique militaire Ferdinand Ier est une université publique de Bucarest, en Roumanie, fondée en 1949.